# Pavetta schweinfurthii
Pavetta schweinfurthii är en måreväxtart som beskrevs av Cornelis Eliza Bertus Bremekamp. Pavetta schweinfurthii ingår i släktet Pavetta och familjen måreväxter. Inga underarter finns listade i Catalogue of Life.